# Sierra de Rinocote

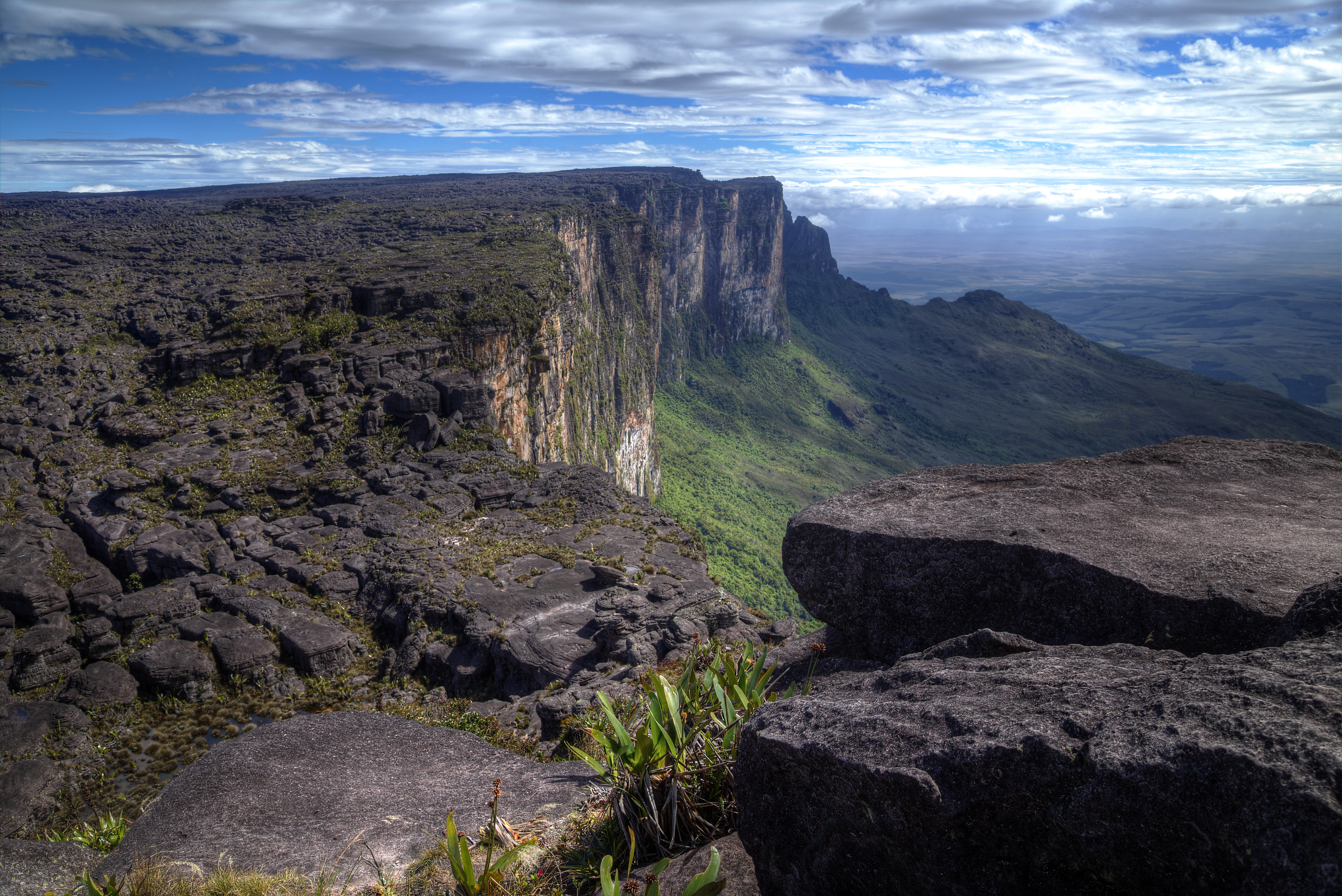
Vista del monte Roraima en la Sierra de Rinocote.

La sierra de Rinocote, es una formación montañosa en la zona sureste del estado de Bolívar, Venezuela. Esta sierra pertenece a la región de las Guayanas, la misma abarca desde el monte Roraima (un tepuye), incluyendo las sierras de Supamo y Carapo.
La sierra se encuentra cubierta en parte por una densa selva propia del escudo guayanés, y forma parte del Parque nacional Canaima.